# Maishofen
Maishofen je obec v okrese Zell am See ve spolkové zemi Salcbursko v Rakousku. V roce 1338 je zmiňována obec jako „Mainshauen“. V roce 2014 zde žilo trvale 3 335 obyvatel. Součástí obce je zámek Saalhof.

## Galerie

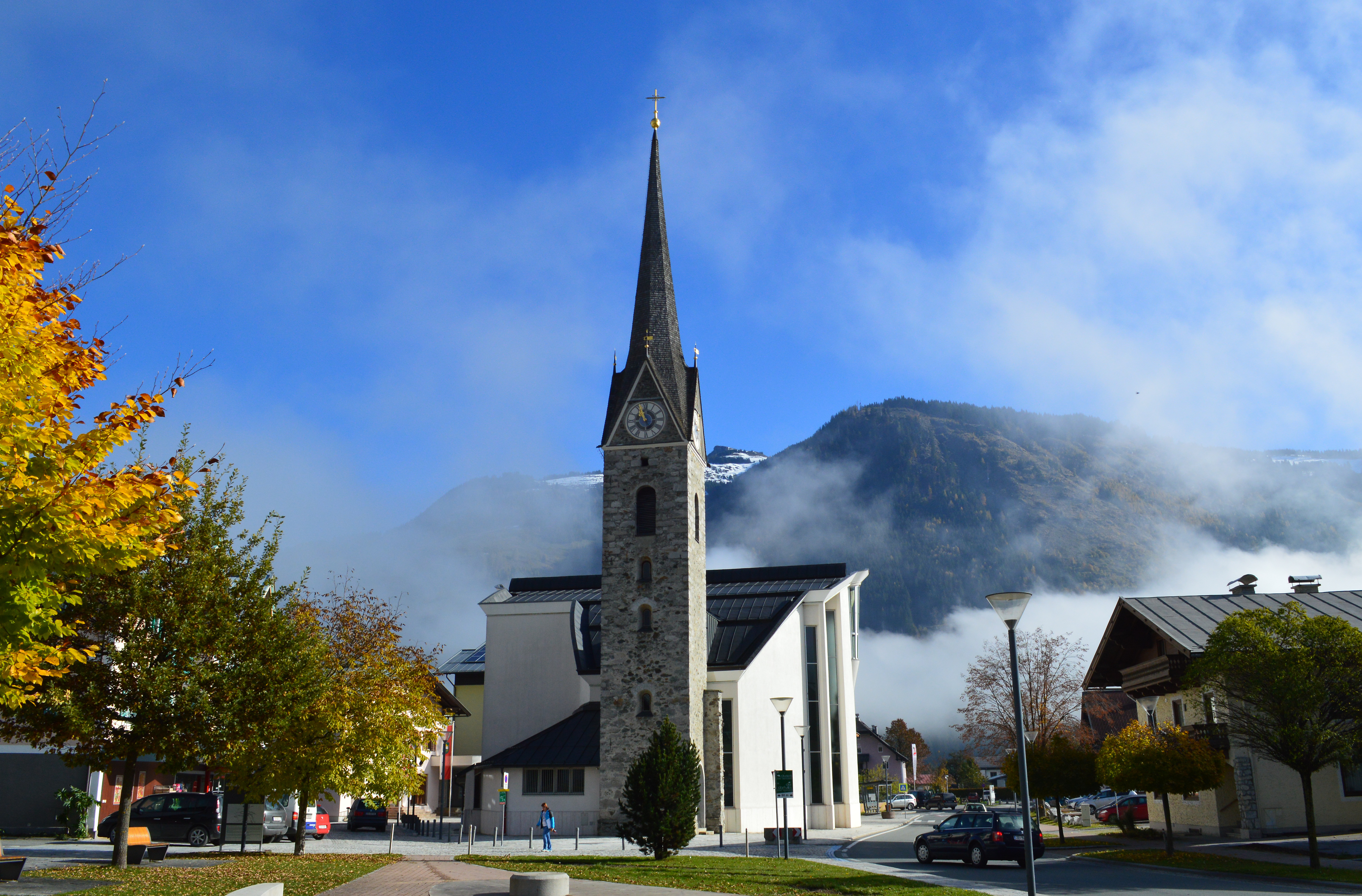
Katolický farní kostel v Maishofenu
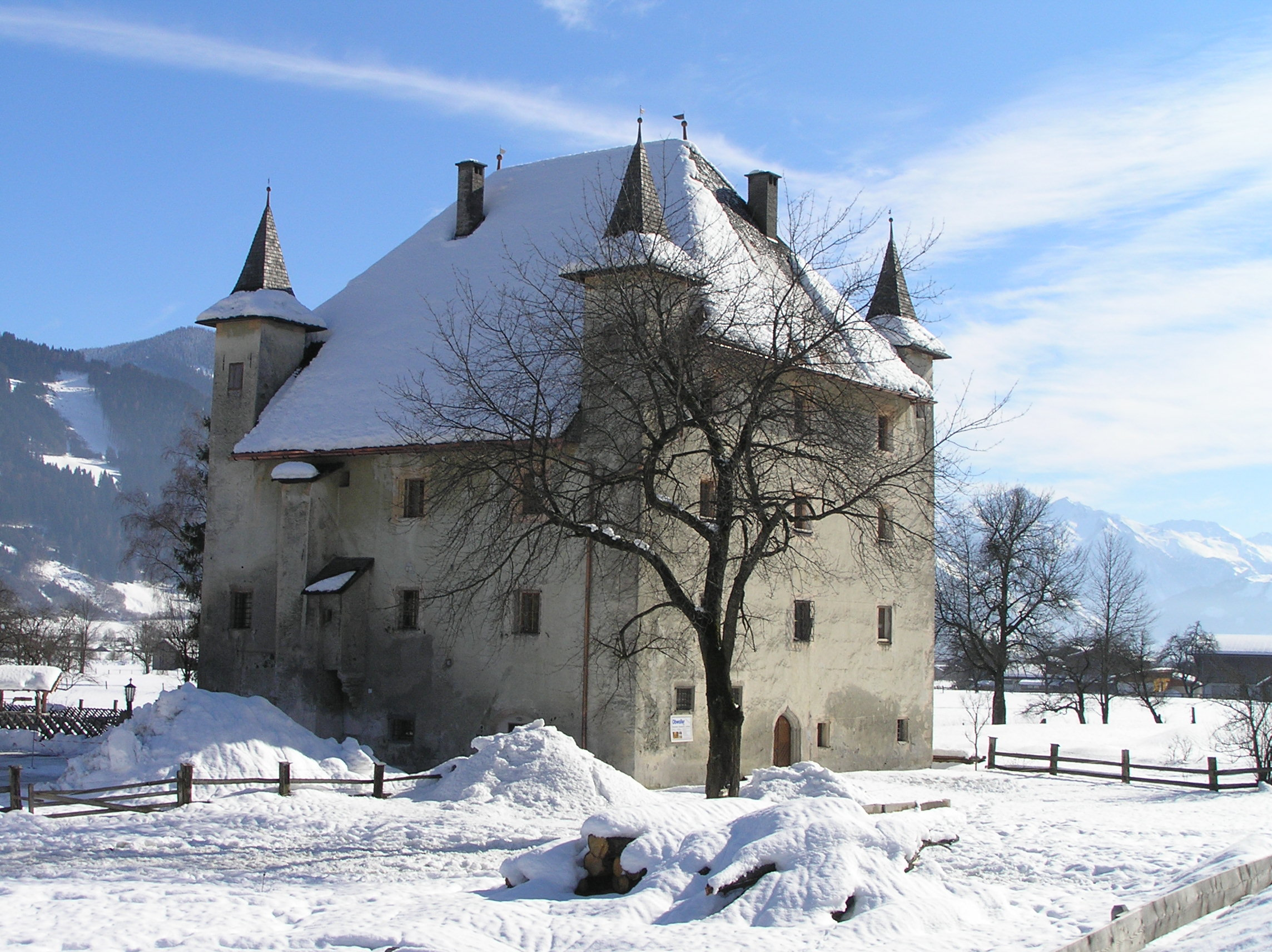
Zámek Saalhof
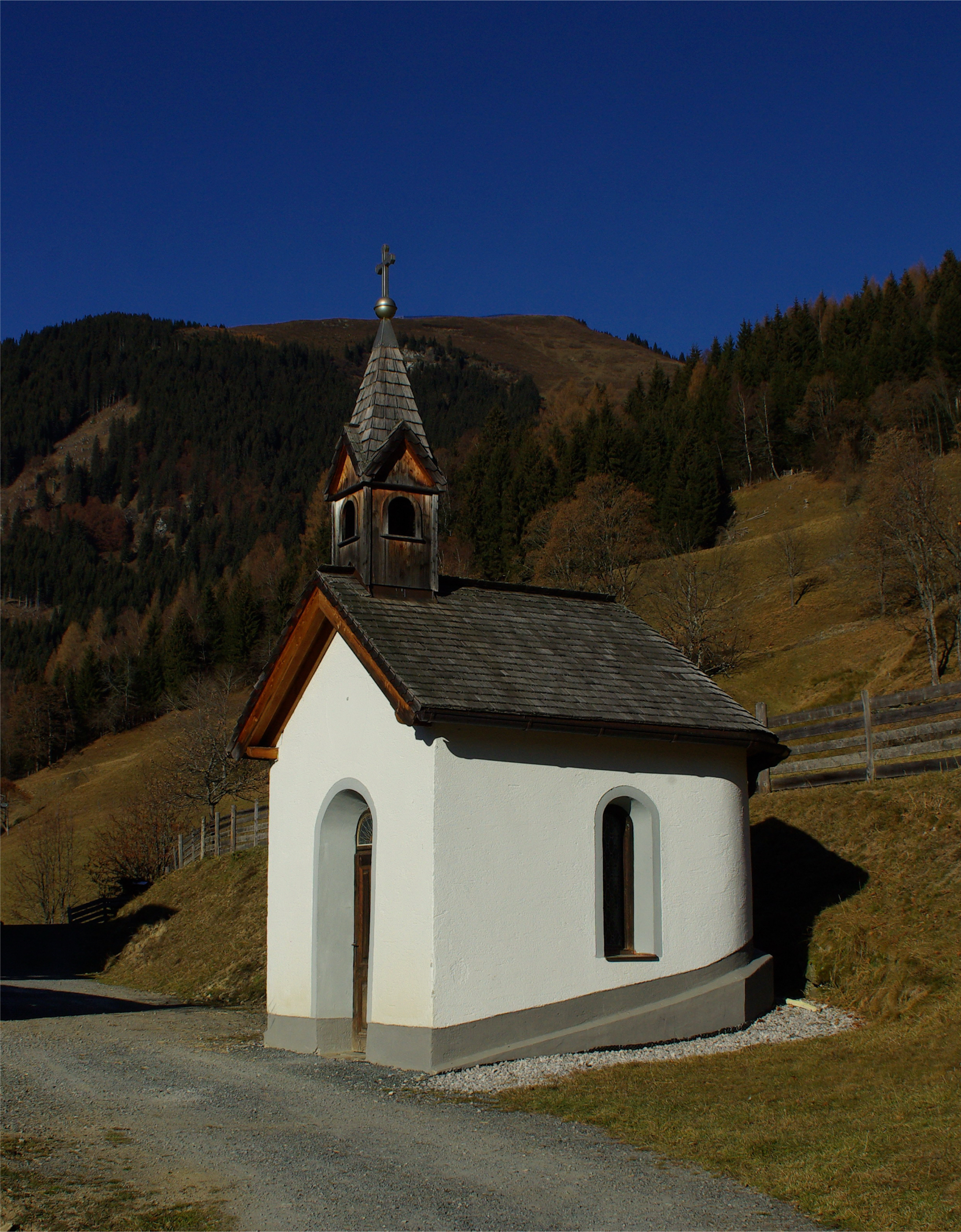